# Бубряк Іван Ілліч
Іван Ілліч Бубряк (20 березня 1921 село Росвигово, нині у складі міста Мукачева — 6 грудня 1997, Ужгород) — український науковець, доктор біологічних наук, професор. Завідувач кафедри фізіології рослин і дарвінізму Ужгородського державного університету.

## Біографія
Бубряк Іван Ілліч народився 20 березня 1921 року в селі Росвигово, нині у складі міста Мукачева. Після закінчення п'яти класів народної школи вступає у Мукачівську реальну гімназію, яку закінчив в 1940 році з відзнакою. З лютого 1941 до серпня 1942 року — службовець-практикант у нотаріальному уряді в рідному селі. У вересні 1942 року вступає на нотаріальні курси в м. Кошиці, після закінчення яких у червні 1944 працює протягом трьох місяців помічником нотаріуса в нотаріальному уряді села Кальник. В 1946 році вступає на біологічний факультет до щойно відкритого Ужгородського державного університету. Після закінчення вишу Іван Ілліч навчається три роки в заочній аспірантурі у Всесоюзному науково-дослідному інституті чаю і субтропічних культур та працює спочатку старшим науковим співробітником, а з вересня 1952 року — завідувачем ботанічного саду. Він стає одним із організаторів у Закарпатті опорного пункту Всесоюзного науково-дослідного інституту чаю і субтропічних культур. Чайна плантація, закладена тут у 1949 році, стала матеріальною основою його майбутніх наукових досліджень.
У 1958 році Іван Ілліч захищає кандидатську дисертацію на тему: «Вплив густоти стояння чайних рослин на їх зимостійкість». Через рік він призначений доцентом кафедри фізіології рослин і дарвінізму. Згодом, у 1961 році, обраний на посаду декана біологічного факультету, яку обіймав до 1974 року.
У 1970 році Іван Ілліч захищає докторську дисертацію на тему «Еколого-фізіологічні дослідження субтропічних і південних деревних рослин в зв'язку з проблемою акліматизації в Закарпатті». В липні 1971 року ВАК присвоює йому звання професора. З 1971 по 1986 рік завідує кафедрою фізіології рослин і дарвінізму.
За час роботи в університеті І. І. Бубряк проявив себе як здібний науковець, педагог, організатор навчально-виховної роботи студентів. Він тривалий час читав курси «Фізіологія рослин», «Прикладна фізіологія», «Фізіологія стійкості рослин» та ін.
Іван Ілліч Бубряк помер 6 грудня 1997 року в Ужгороді.

## Науковий доробок
Ще студентом, Іван Ілліч починає глибоко цікавитись субтропічними культурами та можливістю їх акліматизації у Закарпатті. Закінчивши навчання у виші, він отримує направлення на роботу у ботанічний сад університету. Тут, опинившись в безпосередній близькості до рослин, з ентузіазмом береться за розширення та поповнення колекційних ділянок, оформлення ландшафтних зон, будівництво теплиць тощо. В цей період в ботанічному саду Ужгородського державного університету було введено в культуру більше 20 видів субтропічних деревних і кущових порід (дрік іспанський, секвоя, кипарис, чай китайський, хурма звичайна і віргінська та ін.). Пізніше Іван Ілліч Бубряк стає одним із організаторів у Закарпатті опорного пункту Всесоюзного науково-дослідного інституту чаю і субтропічних культур на Червоній горі поблизу Мукачева, бере активну участь у закладці чайних плантацій в колгоспах області. На створеній базі Іван Ілліч проводить дослідження впливу густоти чайних рослин на зимостійкість в поєднанні з більш глибоким вивченням біології чайного куща в умовах Закарпаття. Результатом багаторічних досліджень був успішний захист Іваном Іллічем кандидатської дисертації.
Крім чайної рослини, Іван Ілліч займався такими деревними субтропічними та південними культурами як горіх волоський, каштан їстівний, абрикос, персик, нектарин, хурма, інжир та ін. Ним проведено еколого-фізіологічне вивчення стану рослин у зв'язку з акліматизацією в Закарпатті. Зокрема, показано, що морозостійкість південних культур визначається комплексом фізіологічних факторів, в тому числі регенеративною здатністю, ритмікою життєвих процесів, станом оводнення тканин, співвідношенням вмісту хлорофілів, оптичних властивостей пігментного комплексу листків. При цьому відзначена особлива роль мінерального живлення в ході пристосування рослин. Результатом проведеного вивчення інтродукції та акліматизації субтропічних культур став успішний захист Іваном Іллічем докторської дисертації на тему «Еколого-фізіологічні дослідження субтропічних і південних деревних рослин в зв'язку з проблемою акліматизації в Закарпатті».
Багаторічні дослідження Івана Ілліча Бубряка по інтродукції та акліматизації південних культур в Закарпатті узагальнено в монографії «Південні культури в Карпатах», яка вийшла в 1968 році. Крім цього, ним опубліковано понад 70 статей у наукових вітчизняних та зарубіжних виданнях.

### Основні праці
- Південні культури в Карпатах. — Ужгород, 1968;
- Основи наукових досліджень з фізіології рослин. Ужгород, 1976;
- Морозостійкість південних і субтропічних рослин Закарпаття. Ужгород, 1979;
- Історія і стан вирощування чайного куща в Закарпатті // Науковий вісник Ужгородського університету. Біологія. — 1995. — № 2;
- Культурі чаю на Закарпатті — 50 років // Науковий вісник Ужгородського університету. Біологія. — 1998. — № 5.